# ベン・テイラー (1888年生の内野手)
ベンジャミン・ハリソン・テイラー（Benjamin Harrison Taylor, 1888年7月1日 - 1953年1月24日）は、1910〜1920年代にアメリカ合衆国のニグロリーグで活躍していた野球選手。主なポジションは一塁手。サウスカロライナ州アンダーソン生まれ。左投げ左打ち。ニックネームは"Old Reliable"（オールド・リライアブル）。

## 来歴・人物
兄がいずれもニグロリーグで活躍していた4人兄弟の末っ子で、プロ選手として試合に出始めたのは1908年である。最初は投手を務めていたが、後に一塁手に転向する。守備はすぐに上手くなったようで、難しいゴロを難なく捌くスムーズな守備を見せていたという。
主に活躍したのは、兄のC.I.テイラーが監督をしていたインディアナポリス・ABCsで、1914年から1922年まで在籍していた（1919年を除く）。この間の活躍としては、1915年のニグロリーグでの打率は.308で、その冬のキューバリーグでは打率.500を記録したこと、1916年のニグロ・ワールドシリーズで18打数11安打、3盗塁を記録したこと、また1921年に打率は.421を放ち、またリーグ最多となる106本の安打と19本の二塁打を放った事などが挙げられる。1922年シーズンは、C.I.テイラーの急死に伴い選手兼任監督をしていたが、この年の打率は.362だったという。
1923年、テイラーは自ら新たな野球チーム「ワシントン・ポトマックス」を創設、兄のジョニー・テイラーをコーチとして迎え入れイースタン・カラード・リーグに参加したりもした。ただ、ポトマックスでの経歴は短く、1925年にはハリスバーグ・ジャイアンツに移籍をしている。その後ボルチモア・ブラックソックスを経て1929年にはバカラック・ジャイアンツに移籍。テイラーは41歳になっていたが、バカラック・ジャイアンツで12試合に出場し.310の打率を残している。なお1930年代に入っても選手として試合に出場していたが、詳しい記録が残っていない。判明している選手としての通算打率は.333に及ぶという。
1940年以降は主にコーチとしてニグロリーグに関わっていた。その指導力も優れており、1970年代にアメリカ野球殿堂入りしたバック・レナードは、ホームステッド・グレイズ時代にテイラーの指導を受け、後に「黒いルー・ゲーリッグ」と呼ばれる名一塁手となる。1949年にフィラデルフィアの新聞社がニグロリーグの全ての時代のオールスターを選出した際、監修したオスカー・チャールストンはレナードを一塁手として選出している。
1953年にボルチモアにて死去。2006年にニグロリーグ特別委員会がアメリカ野球殿堂入り選手に選出した。

## 記録・表彰等
- ニグロリーグでの通算打率：.333